# Mariam Traoré
Mariam Traoré Bakayoko est une handballeuse ivoirienne née le 2 février 1980.

## Clubs
- Africa Sports
- Toulouse Féminin Handball
- Val de Boutonne (France) D1
- SAM Moncoutant N3
- ASPTT Limoges Handball - N2

## Palmarès
- Équipe nationale de handball aux Jeux panafricains 2007 à Alger : Christine Adjouablé, Dongo Céline Stella, Dosso Alimata, Gondo Paula, Kuyo Rachelle et Mambo Eulodie (professionnelles), Abogny Robeace, Mariam Traoré, Kregbo Nathalie, Toualy Julie, Guédé Yohou, Zanzan Candide et Zady Edwige.

- L'équipe nationale féminine de Côte d'Ivoire a été finaliste de la CAN en 2008.